# 27279 Boburan
27279 Boburan este un asteroid din centura principală de asteroizi.

## Descriere
27279 Boburan este un asteroid din centura principală de asteroizi. A fost descoperit pe 4 ianuarie 2000 la Socorro, New Mexico, în cadrul proiectului LINEAR. Asteroidul prezintă o orbită caracterizată de o semiaxă mare de 2,46 ua, o excentricitate de 0,12 și o înclinație de 3,5° în raport cu ecliptica.